# Éternoz
Éternoz és un municipi francès situat al departament del Doubs i a la regió de Borgonya - Franc Comtat. L'any 2007 tenia 325 habitants.

## Demografia

### Població
El 2007 la població de fet d'Éternoz era de 325 persones. Hi havia 144 famílies de les quals 44 eren unipersonals (32 homes vivint sols i 12 dones vivint soles), 60 parelles sense fills i 40 parelles amb fills.
La població ha evolucionat segons el següent gràfic:
Habitants censats

### Habitatges
El 2007 hi havia 208 habitatges, 151 eren l'habitatge principal de la família, 35 eren segones residències i 22 estaven desocupats. 187 eren cases i 19 eren apartaments. Dels 151 habitatges principals, 118 estaven ocupats pels seus propietaris, 26 estaven llogats i ocupats pels llogaters i 7 estaven cedits a títol gratuït; 1 tenia una cambra, 11 en tenien dues, 15 en tenien tres, 40 en tenien quatre i 84 en tenien cinc o més. 126 habitatges disposaven pel capbaix d'una plaça de pàrquing. A 73 habitatges hi havia un automòbil i a 59 n'hi havia dos o més.

### Piràmide de població
La piràmide de població per edats i sexe el 2009 era:
| Homes | Edats   | Dones |
| ----- | ------- | ----- |
| 0     | 95 o +  | 0     |
| 0     | 90 a 94 | 0     |
| 0     | 85 a 89 | 0     |
| 4     | 80 a 84 | 8     |
| 20    | 75 a 79 | 24    |
| 8     | 70 a 74 | 16    |
| 4     | 65 a 69 | 12    |
| 24    | 60 a 64 | 8     |
| 4     | 55 a 59 | 4     |
| 8     | 50 a 54 | 8     |
| 8     | 45 a 49 | 4     |
| 8     | 40 a 44 | 12    |
| 4     | 35 a 39 | 12    |
| 16    | 30 a 34 | 12    |
| 12    | 25 a 29 | 4     |
| 4     | 20 a 24 | 4     |
| 8     | 15 a 19 | 4     |
| 12    | 10 a 14 | 12    |
| 0     | 5 a 9   | 8     |
| 4     | 0 a 4   | 8     |

## Economia
El 2007 la població en edat de treballar era de 179 persones, 119 eren actives i 60 eren inactives. De les 119 persones actives 113 estaven ocupades (69 homes i 44 dones) i 6 estaven aturades (4 homes i 2 dones). De les 60 persones inactives 28 estaven jubilades, 9 estaven estudiant i 23 estaven classificades com a «altres inactius».

### Ingressos
El 2009 a Éternoz hi havia 152 unitats fiscals que integraven 324 persones, la mediana anual d'ingressos fiscals per persona era de 15.200 €.

### Activitats econòmiques
Dels 12 establiments que hi havia el 2007, 1 era d'una empresa de fabricació de material elèctric, 3 d'empreses de fabricació d'altres productes industrials, 1 d'una empresa de construcció, 1 d'una empresa de comerç i reparació d'automòbils, 1 d'una empresa de transport, 1 d'una empresa immobiliària i 4 d'empreses classificades com a «altres activitats de serveis».
L'únic servei als particulars que hi havia el 2009 era una fusteria.
L'any 2000 a Éternoz hi havia 20 explotacions agrícoles que ocupaven un total de 696 hectàrees.

## Equipaments sanitaris i escolars
El 2009 hi havia una escola elemental.

## Poblacions més properes
El següent diagrama mostra les poblacions més properes.